# 나홀로 연애중
《나홀로 연애중》은 JTBC에서 2015년 1월 31일부터 2015년 4월 18일까지 방영된 프로그램이다.

## 소개
1인칭 시점에서 찍어둔 VCR 속 여성과 가상 데이트를 하는 예능 프로그램이다.

## 출연진
- 성시경
- 전현무
- 김민종
- 장동민
- 신

## 방영 목록
| 회차 | 방영 일자       | VTR 출연  | VTR 출연  | 게스트                            | 우승자      | 비고      |
| 회차 | 방영 일자       | 가상 연인 | 특별 출연 | 게스트                            | 우승자      | 비고      |
| ---- | --------------- | --------- | --------- | --------------------------------- | ----------- | --------- |
| 1화  | 2015년 1월 31일 | 정은지    | 육성재    | 정진운                            | 성시경      |           |
| 2화  | 2015년 2월 7일  | 정은지    | 육성재    | 정진운                            | 성시경      |           |
| 3화  | 2015년 2월 14일 | 유리      | 이승호    | 잭슨                              | 신          |           |
| 4화  | 2015년 2월 21일 | 유리      | 이승호    | 잭슨                              | 김민종      |           |
| 5화  | 2015년 2월 28일 | 강민경    | 김동준    | 장위안                            | 신          |           |
| 6화  | 2015년 3월 7일  | 강민경    | 김동준    | 장위안                            | 신          |           |
| 7화  | 2015년 3월 14일 | 하니      | 허경환    | 서하준, 테라다 타쿠야             | 성시경      |           |
| 8화  | 2015년 3월 21일 | 하니      | 허경환    | 서하준, 테라다 타쿠야             | 성시경      |           |
| 9화  | 2015년 3월 28일 | 서강준    | 현아      | 유리, 신봉선, 김지민, 한혜진      | 한혜진      | 남자 특집 |
| 10화 | 2015년 4월 4일  | 서강준    | 현아      | 유리, 신봉선, 김지민, 한혜진      | 한혜진      | 남자 특집 |
| 11화 | 2015년 4월 11일 | 찬열      |           | 레이디 제인, 도희, 한혜진, 장도연 | 레이디 제인 | 남자 특집 |
| 12화 | 2015년 4월 18일 | 찬열      | 우희      | 레이디 제인, 도희, 한혜진, 장도연 | 한혜진      | 남자 특집 |

## 같이 보기
- 상상연애대전